# SK Excelsior Mollem
SK Excelsior Mollem was een Belgische voetbalclub uit Mollem. De club werd opgericht in 1931 en sloot in 1943 aan bij de KBVB met stamnummer 3921. 
In 1960 nam de club ontslag uit de KBVB

## Geschiedenis
SK Excelsior Mollem werd in april 1931 opgericht en sloot in augustus 1943 aan bij de KBVB.
De club zou tot 1960 bij de KBVB aangesloten blijven en speelde nooit hoger dan Derde Provinciale, wat in die tijd de laagste reeks was.
De hoogste klassering werd in 1945-1946 bereikt, toen men zesde werd.
Vanaf de jaren vijftig ging het bergaf met de club, men nam in 1950-51 en 1952-53 zelfs niet deel aan de competitie met het eerste elftal.
Tussen 1953 en 1957 was dat weer wel het geval, maar de sportieve resultaten waren erg matig.
In de laatste drie seizoenen bij de KBVB nam Excelsior niet meer aan de competitie bij de eerste elftallen deel, eind januari 1960 nam men ontslag uit de KBVB.